# Pogonów (województwo mazowieckie)
Pogonów – wieś w Polsce położona w województwie mazowieckim, w powiecie siedleckim, w gminie Zbuczyn. Ma status sołectwa.
W latach 1975–1998 miejscowość położona była w województwie siedleckim.
Od nazwy wsi (gniazda) swe nazwisko wywodzi ród Pogonowskich. Pogonów był także gniazdem rodu Orze(y)łowskich przybyłych z okolic Łukowa.
Wierni Kościoła rzymskokatolickiego należą do parafii św. Stanisława i Aniołów Stróżów w Zbuczynie.